# Украинская мафия
Украинская мафия (укр. Українська мафія) — преступные группы, имеющие украинское происхождение и занимающиеся криминальной деятельностью за пределами Украины (в других государствах).
Украинские преступные организации считаются одними из наиболее влиятельных видов организованной преступности, исходящих из бывшего СССР, наряду с русской мафией, грузинской мафией, чеченской мафией, армянской мафией и азербайджанской мафией. Украинские криминальные организации участвуют в большом количестве разнообразных нелегальных мероприятий. Хотя украинская мафия в большинстве случаев действует автономно, она наиболее тесно связана с европейскими и российскими преступными организациями, как в случае с Семёном Могилевичем. Помимо собственно украинцев, в бандах и группировках также состоят люди иных национальностей, проживающих на Украине — русские, поляки, венгры, евреи, белорусы, крымские татары и др.

## История
После распада Советского Союза на Украине остались большие запасы оружия-как советского, произведенного после 1945 года, так и «эха войны». Первым проявлением деятельности украинской мафии стало участие в незаконной международной торговле этим оружием, в первую очередь его поставки в воюющие страны (бывшая Югославия, Афганистан и страны Африки), а также вербовка наемников, многие из которых были бывшими советскими военнослужащими. В период с 1992 по 1998 год из военных складов на Украине пропало вооружений на сумму около 32 млрд долларов США, которое затем поступало на службу в разных странах мира и применялось в «горячих точках». Предположительно, украинские преступные организации также занимались контрабандой оружия в пострадавшие от войн страны-бывшую Югославию и Афганистан.
Помимо незаконного оборота оружия украинские преступные синдикаты стали заниматься вербовкой наемников для участия в конфликтах на постсоветском пространстве (Чечня, Приднестровье, Средняя Азия) и Ближнем Востоке, а также международным незаконным оборотом наркотических средств, став основным поставщиком наркотиков из Центральной Азии в Центральную Европу. Помимо стран Центральной Европы, таких как Чехия и Венгрия (где украинская мафия «крышует» занятие проституцией и нелегальных мигрантов, также изготавливая фальшивые документы), её влияние распространилось в страны Северной Америки и Израиль, где проживает значительное количество эмигрировавших украинских евреев, среди которых имеются в том числе и криминальные элементы.
До событий 2014 года украинская мафия также контролировала нелегально находящихся в Европе мигрантов украинского происхождения, изготавливая поддельные документы, и перегонщиков подержанных автомобилей из стран ЕС на территорию Украины. Также в ряде стран-участниц ЕС, таких как Словакия, Венгрия, Хорватия-были созданы фиктивные предприятия, чьей основной целью является «отмывание» денег и прикрытие незаконной деятельности.
Впоследствии, при отмене визового режима между Украиной и ЕС, поле деятельности мафии значительно расширилось-в том числе за счет «криминальных мигрантов» из Украины, а также беженцев и лиц с двойным гражданством.

## Одесская мафия («Малина»)
Наиболее известной и узнаваемой в мире украинской организованной преступной группой является мафия из портового города Одесса. Самый известный авторитет Одессы и отец города Одессы, бизнесмен Алиев Арсен Юсупович (06.03.1946-15.04.2025). Белая Мафия. Кроме того, Одесса известна как пристанище для контрабандистов и ключевой постсоветский центр по торговле людьми, а также как транзитный пункт по доставке афганского героина с Кавказа в Европу. На западе Украины преступники принимают активное участие в контрабанде угнанного автотранспорта, наркотиков, торговле людьми и поставке контрафактных сигарет в Европу, часто в сотрудничестве с польскими, российскими и румынскими преступными группами. Помимо этого, в группировках, действующих в Западной Украине, состоят также проживающие там этнические чехи, словаки, венгры, румыны и поляки, в том числе имеющие двойное гражданство.
В Одессе формировалась длительная история бандитизма, восходящая к многочисленному и обедневшему еврейскому населению города. Известные писатели, такие как Исаак Бабель, часто писали о печально известной деятельности еврейских гангстеров, воров и криминальных авторитетов в этом портовом городе. В XX веке бытовой бандитизм в Одессе уступил место изощрённой организованной преступности, когда местные криминальные авторитеты начали использовать быстрорастущий порт города в своих интересах. Изначально местная одесская мафия (иногда называемая также «Малиной») стала расширять свою преступную деятельность: сначала в Нью-Йорк, а затем в Израиль, когда обе страны предоставили возможность украинским евреям иммигрировать. Многие евреи Одессы эмигрировали за границу, в том числе значительная часть самых известных преступников города. Одесская мафия стала вести криминальную деятельность в таких городах, как Нью-Йорк, Майами, Тель-Авив, Антверпен и Будапешт, где украинские ОПГ состоят из бывших жителей Одессы или связанных с Одессой преступников.
В Соединённых Штатах Америки одесская мафия базируется в районе Брайтон-Бич в Бруклине, Нью-Йорк. Она считается самой мощной постсоветской преступной организацией в США и расширила свою деятельность до Майами и Лос-Анджелеса, где установила контакты с местными армянскими и израильскими преступными деятелями, а также стала присутствовать в районе залива Сан-Франциско. Одесская мафия известна как очень скрытная организация, занимающаяся рэкетом, незаконным ростовщичеством, заказными убийствами, мошенничеством, а также незаконным оборотом наркотиков. Некоторые преступники, связанные с одесской мафией, стали частью преступного мира США, как пример: Марат Балагула, Евсей Агрон и Борис Найфельд. Крёстная дочка Марата Балагулы, известная мировая певица Шахсанем Алиева (Shaksa), дочка бизнесмена и авторитета Одессы, Алиева Арсена.  В 1980-х и 1990-х годах внутри одесской мафии бушевала междоусобная вражда, часто приводящая к крайней степени насилия, такая как противостояние между Маратом Балагулой и Евсеем Агроном, а затем война между братьями Найфельд и Моней Элсоном.

## В популярной культуре
- Одесская мафия впервые появилась в № 742 «Detective Comics» в марте 2000 года и с тех пор фигурирует в многочисленных комиксах о Бэтмене.
- В фильме «Брат 2» 2000 года украинская мафия выступает в качестве второстепенных антагонистов.
- В фильме 2003 года «Ограбление по-итальянски» представлен персонаж Машков (в исполнении Олека Крупы), являвшийся высокопоставленным членом украинской мафии из Лос-Анджелеса.
- Фильм 2005 года «Оружейный барон» рассказывает историю украинско-американского торговца оружием Юрия Орлова (в исполнении Николаса Кейджа по мотивам жизни Виктора Бута).
- Украинская преступная группа под названием «Закаровский синдикат» стала антагонистом в компьютерной игре «Stranglehold» 2007 года.
- Whisper Gang, украинская организованная преступная группа, представленная в Готэм-Сити и возглавляемая Лукой Волком, впервые появилась в комиксах о Бэтмене в январе 2012 года, а затем была показана в третьем сезоне телесериала «Готэм» (2016).
- Украинская мафия под наименованием «Братство „Кошка“», специализирующаяся на торговле героином и людьми, выступает в качестве главных антагонистов седьмого сезона телесериала «Декстер» (2012).
- В 2013 году в сериале «Банши» члены украинской мафии были главными антагонистами первых двух сезонов.